# Victor Johnson
Victor Louis Johnson, detto Vic (Birmingham, 10 maggio 1883 – Birmingham, 23 giugno 1951), è stato un pistard britannico.
Ha vinto la medaglia d'oro olimpica nel ciclismo su pista alle Olimpiadi 1908 svoltesi a Londra, in particolare nella gara di 660 iarde maschile.